# Alfred Jensen (Politiker)
Peter Alfred Jensen (* 7. Juli 1903 in Aarhus; † 13. Januar 1988) war ein dänischer Politiker der Kommunistischen Partei (DKP).
Während der deutschen Besatzung war er Mitglied von Danmarks Frihedsråd. Er saß von 1936 bis 1969 im Folketing, unterbrochen 1941 bis 1945 durch das verfassungswidrige Verbot der DKP. Jensen trat als Verkehrsminister in die erste Nachkriegsregierung unter Vilhelm Buhl ein und war vom 5. Mai bis zum 7. November 1945 im Amt.